# Adrián
Adrián es un nombre propio masculino y es una versión hispana del nombre latino Adrianus a veces escrito Hadrianus. Era el cognomen de una familia aristocrática, de rango pretoriano, perteneciente a la gens Elia. El primer miembro conocido de la misma fue Publio Elio Adriano Marulino, procedente de Itálica (Hispania) y uno de los pocos provinciales admitidos por Augusto en el Senado. El descendiente más famoso fue el emperador Adriano.
El origen de la familia era italiano y se relaciona con la ciudad de Atri, en el Picenum (hoy Abruzzos) desde la cual, durante la Segunda Guerra Púnica, algunos de sus miembros emigraron a la Bética, donde se establecieron.

## Etimología

### Atri
La actual ciudad italiana de Atri en los Abruzzos y sobre la costa adriática, era llamada Hatria o Hadria en la Antigüedad (griego: Ἀτρία o Ἀδρία ; latín: Hadria, Hatria o Adria) es el lugar de procedencia ancestral de la familia Adriana y de la cual tomaron su nombre. Atri fue una colonia de los eginetas, restablecida en el siglo IV a. C. por el tirano Dionisio de Siracusa. Su etimología no es clara; se ha relacionado con una divinidad iliria, sícula o itálica de nombre Hatrano o Adrano, pero también con la ciudad de Adrias situada en la desembocadura del río Po, con la cual a menudo ha sido confundida.

### Adrias
El río Adrias era, hasta el siglo VIII a. C. y según Hecateo, la boca principal del Po en el mar Adriático; el cual tomó su nombre del mencionado río. Sin embargo, este curso de agua desapareció antes del primer siglo antes de nuestra era. En su desembocadura se erigió la ciudad de Adrias o Adria.
El topónimo Adrias puede provenir de una palabra de origen véneto o ilírico, adur, que significa "agua" o bien, "mar". Otra versión considera que el nombre de la ciudad deriva del etrusco atrium, "luz", en alusión al oriente; Adria sería, pues, el lugar ubicado "al este" de Etruria.

## Difusión del nombre
El cognomen romano Adrianus fue popularizado por el emperador Adriano, del cual lo tomaron tanto sus descendientes (su sucesor recibió el nombre de Tito Elio Adriano Antonino) como numerosos libertos de su casa y aquellos extranjeros que obtuvieron la ciudadanía bajo su mandato.
La difusión en Europa vino, sin embargo, de varios santos homónimos, el más notable san Adriano de Cesárea, mártir. 
En Inglaterra no apareció hasta el siglo XII, cuando, bajo la forma Adrian, es mencionado en relación con el único papa de esa nacionalidad; Nicolás Breakspeare quien tomó el nombre de Adriano IV.

## Variantes
Masculino: Adriano.
Femenino: Adriana.

| Variantes en otros idiomas | Variantes en otros idiomas             |
| -------------------------- | -------------------------------------- |
| Alemán                     | Adrian                                 |
| Asturiano                  | Adrián, Adrianu                        |
| Bosnio                     | Hadrijan, Adrijan                      |
| Búlgaro                    | Адриан (Adrian)                        |
| Catalán                    | Adrià, Hadrià                          |
| Checo                      | Adrián                                 |
| Corso                      | Adrianu                                |
| Croata                     | Hadrijan                               |
| Danés                      | Adrian                                 |
| Eslovaco                   | Adrián                                 |
| Esloveno                   | Adrian                                 |
| Español                    | Adrián, Adrian                         |
| Euskera                    | Adiran, Adrian                         |
| Francés                    | Adrien, Hadrien                        |
| Gallego                    | Hadrián, Adrián, Hadrao, Adrao         |
| Griego                     | Αδριανός (Adrianos)                    |
| Húngaro                    | Adrián                                 |
| Inglés                     | Adrian                                 |
| Irlandés                   | Aidrean                                |
| Islandés                   | Adrían                                 |
| Italiano                   | Adriano                                |
| Latín                      | Hadrianus                              |
| Letón                      | Adriāns                                |
| Lituano                    | Adrianas, Adrijonas                    |
| Neerlandés                 | Adriaan, Adriaen, Adrianus             |
| Noruego                    | Adrian                                 |
| Polaco                     | Adrian                                 |
| Portugués                  | Adrião                                 |
| Rumano                     | Adrian                                 |
| Ruso                       | Адриан (Адриан)                        |
| Sardo                      | Adriànu                                |
| Serbio                     | Адријан (Adrijan), Хадријан (Hadrijan) |
| Siciliano                  | Adrianu                                |
| Sueco                      | Adrian                                 |
| Ucraniano                  | Адріан (Adrian)                        |

## Personajes

### Religión

#### Papas
Hasta el momento seis papas han llevado este nombre:
- Adriano I (c. 700–795)
- Adriano II (792–872)
- Adriano III (murió en 885)
- Adriano IV (c. 1100–1159), el único papa inglés
- Adriano V (c. 1205–1276)
- Adriano VI (1459 – 1523), también conocido como Adriano de Utrecht.

#### Santos
- Adriano de Cesarea (m. 308), mártir.
- Adriano de Canterbury (m. 710), abad de San Agustín, Canterbury
- Adriano de Escocia (m. 875), mártir escocés.
- Adriano de Nicomedia (m. 306), oficial de la guardia del emperador Galerio y mártir.
- Adriano de Ondrusov (m. 1549), santo ortodoxo ruso, taumaturgo.
- Adriano de  Poshekhonye (m. 1550), santo ortodoxo ruso.
- Adriano Fortescue  (1476–1539), miembro de la corte de Enrique VIII, mártir católico.

#### Eclesiásticos
- Adriano de Castello (1460–1521), cardenal y escritor italiano.

- Adrian Gouffier de Boissy (1479–1523), obispo y cardenal francés.
- Adriano de Moscú (1627–1700), último Patriarca de Moscú y de Todas las Rusias, antes de la supresión del cargo por Pedro el Grande

- Adrian Kivumbi Ddungu (1923–2009), obispo católico ugandés.
- Adrian Leo Doyle (n. 1936) prelado católico australiano, arzobispo de Hobart.

## Política y fuerzas armadas
- Adrian Amstutz (n. 1953), político suizo.
- Adrian Bailey (n. 1945), político británico.
- Adrian Baillie (1898–1947), político británico.
- Adrian von Bubenberg (1434–1479), caballero de Berna, comandante militar, héroe de la batalla de Murten.
- Adrian Carton de Wiart (1880–1963), oficial británico de origen belga.
- Adrià Carrasco (n. 1992) activista español de origen catalán.
- Adrian Cole (1895–1966), as de la aviación australiano en la Primera Guerra Mundial.
- Adrian Delia (n. 1969), político maltés.
- Adrian Fenty (n. 1970), alcalde de Washington D. C. entre 2007 y 2011.
- Adrian Flook (n. 1963),  político británico.
- Adrian Hasler (n. 1964),  político de Liechtenstein.
- Adrian Johns (n. 1951), gobernador de Gibraltar entre 2009 y 2013.
- Adrian Năstase (n. 1950),  político rumano.
- Adrian von Renteln (1897–1946), comandante Nazi en Lituania.
- Adrian M. Smith (n. 1970),  político estadounidense del estado de Nebraska.
- Adrian Sanders (n. 1959),  político británico.
- Adrian Severin (n. 1954), político rumano, miembro del Parlamento europeo.
- Adrian Stokes (1519–1586), político inglés.
- Adrian Stoughton (1556–1614),  político inglés.
- Adrian Dietrich Lothar von Trotha (1848–1920), comandante militar alemán.
- Adrian Warburton (1918–1944), piloto británico de la Segunda Guerra Mundial.
- Adrián Woll (1795–1875), general mexicano de origen francés.
- Adrian Bonada. (1991- actualidad), político argentino.

## Académicos
- Adrian Albert (1905–1972), matemático estadounidense.
- Adrian Bejan (n. 1948), profesor de la Universidad de Duke.
- Adrian Beverland (1650–1716), filósofo y jurista neerlandés, residente en Inglaterra.
- Adrian Bird (n. 1947), genetista británico
- Adrian Bowyer (n. 1952), ingeniero británico.
- Adrian Curaj (n. 1958), ingeniero rumano.
- Adrian Darby (n. 1937), académico británico.
- Adrián Fernández Bremauntz (n. 1961), biólogo y ecólogo mexicano.
- Adrian Goldsworthy (n. 1969), historiador británico especializado en la Antigua Roma.
- Adrian Hardy Haworth (1767–1833), botánico inglés.
- Adrian Ioana (n. 1981), matemático rumano.
- Adrian Constantin (n. 1970), matemático rumano-austriaco.
- Adrian Jacobsen (1853–1947), etnólogo y explorador noruego.
- Adrian John Richards (n. 1943)  botánico inglés.
- Adrian John Pieters (1866–1940)  botánico y micólogo estadounidense.
- Adrián Recinos (1886–1962), historiador, mayista y diplomático guatemalteco.
- Adrian Zenz (n. 1974), antropólogo alemán.
- Adriaan van den Spiegel (1578-1625) anatomista flamenco.
- Adrian Snodgrass (n. 1931), estudioso del budismo y el arte budista.

## Deportistas
- Adrián (n. 1987), futbolista español.
- Adrian Adonis (1954–1988), luchador estadounidense.
- Adrián Aldrete (n.  1988),  futbolista mexicano,
- Adrian Aliaj (n.  1976), futbolista albanés.
- Adrian Alston (n.  1949), futbolista australiano.
- Adrian Amos (n.  1993), jugador de fútbol americano.
- Adrian Anca (n.  1976), futbolista rumano.
- Adrian Constantine Anson conocido como «Cap Anson» (1852–1922), beisbolista estadounidense,
- Adrián Argachá (n.  1986), futbolista uruguayo.
- Adrian Autry (n.  1972), baloncestista estadounidense.
- Adrian Avrămia (n.  1992), futbolista rumano.
- Adrian Aymes (n.  1964), jugador británico de críquet.
- Adrian Banks (n. 1986), jugador de beisbol estadounidense en la Liga de Israel.
- Adrian Barath (n. 1990), jugador de críquet.
- Adrián Bastía (n.  1978),  futbolista argentino
- Adrián Beltré (n.  1979), jugador dominicano de béisbol.
- Adrián Berbia (n.  1977),  futbolista uruguayo.
- Adrián Bone (n. 1988), futbolista ecuatoriano.
- Adrian Boothroyd (n.  1971),  futbolista inglés.
- Adrian Bumbescu (n.  1960),  futbolista rumano.
- Adrián Calello (n.  1987), futbolista argentino.
- Adrián Campos (1960-2021), corredor español de Fórmula 1.
- Adrián Centurión (n.  1993),  futbolista argentino.
- Adrián Chávez (n.  1962), futbolista mexicano.
- Adrián Colunga (n.  1984), futbolista español.
- Adrián García Conde (1886 – 1943) maestro de ajedrez mexicano-británico .
- Adriano de Oliveira Santos (n. 1987) futbolista brasileño
- Adrian Diaconu (n.  1978), boxeador rumano.
- Adrian Elrick (n.  1949), futbolista neozelandés.
- Adrián Escudero (1927–2011), futbolista español.
- Adrián Fernández (n.  1965), piloto de carreras mexicano.
- Adrián Hernán González (n.  1976), futbolista argentino.
- Adrián González Morales (n.  1988), futbolista español.
- Adrián Gunino (n.  1989),  futbolista uruguayo.
- Adrian Heath (n.  1961), futbolista inglés.
- Adrián Hernández (n. 1986), boxeador mexicano.
- Adrián Hernández Alonso (n. 1987) nadador español.
- Adrián Hernández Montoro (n.1995)  futbolista español.
- Adrián José Iglesias (n. 1987) futbolista argentino.
- Adrian Iencsi (n.  1975), futbolista rumano.
- Adrian Ilie (n.  1974), futbolista rumano.
- Adrian Knup (n.  1968), futbolista suizo.
- Adrian Kurek (n.  1988), ciclista polaco.
- Adrian Leijer (n.  1986),  futbolista australiano
- Adrián López (n. 1988), futbolista español.
- Adrián Luna (n.  1992), futbolista uruguayo.
- Adrian Madaschi (born 1982),  futbolista australiano.
- Adrian Mannarino (n.  1988), tenista francés.
- Adrian Mariappa (n.  1986), futbolista inglés.
- Adrián Martínez (n.  1970), futbolista mexicano.
- Adrian Mierzejewski (n.  1986), futbolista polaco
- Adrian Mihalcea (n.  1976), futbolista rumano.
- Adrian Mikhalchishin (n.  1954), gran maestro ajedrecista ucraniano.
- Adrian Morley (n.  1977), jugador de rugby inglés.
- Adrian Mutu (n.  1979),  futbolista rumano.
- Adrian Neaga (n.  1979),  futbolista rumano.
- Adrian Newey (n. 1958), director técnico del equipo Red Bull Racing de Fórmula 1.
- Adriano Pereira da Silva (n. 1982), más conocido como Adriano, futbolista brasileño.
- Adrián Ramos (n. 1986),  futbolista colombiano.
- Adrián Ricchiuti (n.  1978), futbolista argentino.
- Adrián Romero (n. 1977), futbolista uruguayo.
- Adrian Sutil (n.  1983), piloto alemán de Fórmula 1.
- Adrián Vallés (n. 1986), piloto de carreras español

## Artes y cine
- Adrian (diseñador de vestuario) (1903–1959).
- Adriaen Jansz Kraen ( c. 1619- 1679)  pintor neerlandés.
- Adriaen de Grijef
- Adrián de Prado (siglo XVII), poeta barroco español.
- Adriaan Schade van Westrum
- Adrian Adlam (n.  1963), violinista británico.
- Adriano Celentano (n.1938), actor y cantante italiano.

## Personajes de ficción
- Adriano, personaje en Coriolano de Shakespeare.
- Adrian Leverkühn, protagonista de Doktor Faustus de Thomas Mann.
- Adrián Corbo, alias Flex, superhéroe de Marvel.

## Apellido
Adrian es un apellido derivado del nombre Adrián. Entre quienes lo llevan,  se destacan:
- Barbara Adrian (1931–2014)  artista estadounidense.
- Chris Adrian (n. 1970)  escritor estadounidense.
- Edgar Adrian, (1889–1977)  fisiólogo británico, premio Nobel de Medicina en 1932.
- Iris Adrian (1912–1994)  actriz estadounidense.
- Louis Adrian (1859 -1933)  ingeniero militar francés, inventor del casco que lleva su nombre.
- Max Adrian (1903–1973)  actor y cantante norirlandés.
- Nathan Adrian (n. 1988)  nadador olímpico estadounidense.
- Natan Adrian (n. 1995)   baloncestista estadounidense.
- Rhys Adrian (1928–1990)  dramaturgo británico.
- Richard Adrian (1927–1995)  fisiólogo británico, hijo único de Edgar Adrian.

## Lugares
En Rumania y en los Estados Unidos, existen algunas localidades que se denominan Adrian.

### Rumania
- Adrian, un pueblo en el área de Livada, en el distrito de Satu Mare.
- Adrian, un pueblo en la comuna de Gurghiu, en el distrito de Mureș.

### Estados Unidos
- Adrian, ciudad en el estado de Georgia.
- Municipio de Adrian, en el estado de Kansas.
- Adrian, ciudad en Míchigan, cabecera del condado de Lenawee.
- Adrian, ciudad en el estado de Minnesota.
- Adrian, municipio en el condado de Watonwan, Minnesota.
- Adrian, ciudad en el estado de Misuri.
- Adrian, municipio en el condado de LaMoure, Dakota del Norte.
- Adrian, ciudad en el estado de Oregón.
- Adrian, municipio en el condado de Edmunds, Dakota del Sur.
- Adrian, ciudad en el estado de Texas.
- Adrian, un asentamiento en las islas Vírgenes estadounidenses.
- Adrian, pueblo en el condado de Monroe, estado de Wisconsin.

## Educación
Algunas instituciones de enseñanza llevan este nombre en los Estados Unidos
- Adrian College, colegio de enseñanza superior, afiliado a la iglesia Metodista, ubicado en la ciudad de Adrian, Michigan.

- Escuela Secundaria Adrian (Adrian High School), existen varias en algunas de las localidades mencionadas.

## Otros usos
- Huracán Adrián. Varios huracanes y tormentas tropicales recibieron este nombre, entre ellos el Huracán Adrián de 2005 y el Huracán Adrián de 2011.
- El casco Adrian, primer casco estándar del Ejército francés en uso durante la Primera y la Segunda Guerra Mundial.
- Adrian, segundo álbum de la cantante francesa Buzy, lanzado en 1983.
- Adrian, serie de televisión italiana de animación, concebida y escrita por Adriano Celentano.